# 莫爾登島

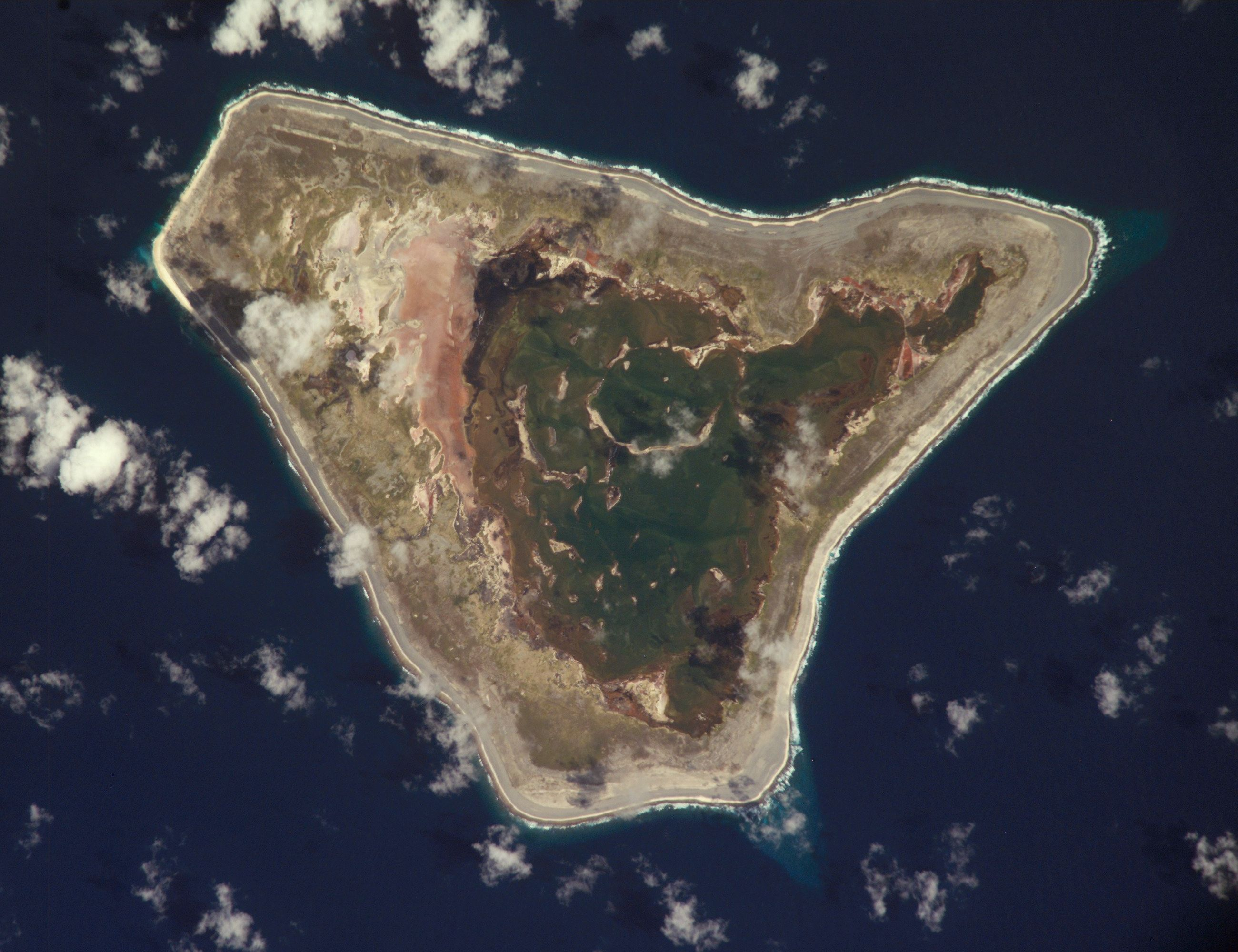

莫爾登島是太平洋島國基里巴斯的一座島嶼，屬於萊恩群島的一部分，位於加羅林島西北852公里，土地面積39.3平方公里，最高點海拔高度8米，島上無人居住。

英國曾於1957年對該島投放氫彈試驗，使英國成為世界第三個擁有氫彈的國家。
4°1′S 154°56′W / 4.017°S 154.933°W